# Orchestral Manoeuvres in the Dark
Orchestral Manoeuvres in the Dark (vaak OMD genoemd) is een band uit Liverpool die vooral in de jaren 1980 succes genoot.

## Geschiedenis
Orchestral Manoeuvres in the Dark werd in 1978 opgericht door Andy McCluskey en Paul Humphreys. Het tweetal uit Liverpool speelde al jaren samen in talloze obscure bandjes (met illustere namen als VCL XI, Hitlerz Underpantz en The Id) en allebei waren ze gefascineerd door de elektronische muziek van onder andere Kraftwerk en Tangerine Dream. Het duo tekende in 1978 een contract met het eigenzinnige Engelse Factory-label en bracht midden 1978 hun eerste single "Electricity" uit. De single werd een culthit en de twee lijfden Malcolm Holmes (die de drummachine moest vervangen) en keyboardspeler Dave Hughes in.
In 1980 verscheen hun naar zichzelf vernoemde debuutalbum, enkele maanden later alweer gevolgd door het tweede album "Organisation". OMD scoorde in veel Europese landen een grote top 10-hit met "Enola Gay", een nummer over de bommenwerper Enola Gay die op 6 augustus 1945 de atoombom op Hiroshima wierp. In een aantal landen werd deze single zelfs een nummer één hit. Merkwaardig genoeg werd "Enola Gay" geen hit in Nederland ondanks de steun van radio-omroep Veronica.
Inmiddels is voor de live-optredens Dave Hughes vervangen door keyboardspeler en saxofonist Martin Cooper.
De grote doorbraak kwam met hun derde album "Architecture and Morality" (1981), alhoewel de eerste single van de plaat, "Souvenir" maar een kleine hit in Nederland werd. De derde single "Joan of Arc (Maid of Orleans)", met een voor die tijd spectaculaire videoclip, was daarentegen een schot in de roos en belandde naast veel andere Europese landen ook in Nederland op de eerste plaats van de hitparades.
De daaropvolgende albums "Dazzle Ships" (1983), "Junk Culture" (1984), "Crush" (1985) en "Pacific Age" (1986) belandden stuk voor stuk hoog in de albumlijsten en gingen gepaard met een personeelsuitbreiding, met name voor de live optredens.
OMD scoorde een groot aantal hits, waaronder "Locomotion", "So in Love" en "(Forever) Live and die".
Na 1986 werd het stil rond de groep. De bandleden hielden het voor gezien. De succestijden van weleer waren voorbij, iets dat overigens gold voor een heleboel groepen die begin jaren tachtig erg populair waren zoals Spandau Ballet, Ultravox en Duran Duran, en alleen McCluskey bleef over. In 1991 bracht hij als OMD het album "Sugar Tax" uit, gevolgd door "Liberator" (1993) en "Universal" (1996).
Met een nieuwe bezetting gaat Andy in 1991 en 1993 weer op tournee en doet in 1993 ook Nederland weer aan, voor het eerst sinds 1985.
Na de teleurstellende verkopen van de laatste twee albums stopt McCluskey met OMD en begeeft zich na 1996 vooral op de achtergrond en is onder meer verantwoordelijk voor enkele hits van het Engelse damestrio Atomic Kitten.
In 2006 werd aangekondigd dat de band in de originele bezetting werd heropgericht en een nieuw album zou gaan opnemen. Bovendien startte in 2007 de tournee Architecture & Morality, die genoemd werd naar hun derde en meest succesvolle album. Tijdens deze tournee spelen ze alle nummers van dit album, in het tweede deel aangevuld met hun andere grote hits. In 2008 verschijnt van een van deze optredens een live cd en dvd.
Gastoptredens bij de reeks concerten van "Night of the Proms" in Antwerpen en Rotterdam, najaar 2007, werden afgeblazen vanwege ernstige ziekte van de vrouw van McCluskey.
Intussen werkt McCluskey met een paar vrienden aan The Energy Suite, een instrumentaal stuk dat de verschillende energiebronnen zoals wind en kolen combineert met levende beelden op een groot beeldscherm. De première hiervan vond begin 2009 in FACT in Liverpool plaats.
Met een kleine tournee in hun thuisland en Ierland wordt het 30-jarig jubileum van OMD in oktober 2008 gevierd. Tijdens deze optredens worden ook een aantal nummers van hun in 1983 uitgebrachte meesterwerk, maar destijds door sommigen zeer ondergewaardeerde album "Dazzle Ships" live ten gehore gebracht.
In juni 2009 geven Andy McCluskey en Paul Humpreys samen met het Royal Liverpool Philharmonic Orchestra een bijzonder eenmalig concert in The Royal Liverpool Hall waarin The Energy Suite en veel OMD-klassiekers worden gespeeld waarvan eind dat jaar een dvd verschijnt.
Vanaf eind oktober 2009 volgen er nieuwe optredens van OMD. Eerst zijn er gastoptredens in The Night of the Proms in Antwerpen,
Arnhem en Rotterdam en meteen daarna volgt een tournee met Simple Minds waarin OMD o.a. in de Heineken Music Hall (Amsterdam) en in Vorst Nationaal (Brussel) het voorprogramma verzorgt.
In september 2010 komt OMD's nieuwe studioalbum, "History of Modern" uit. Eind oktober start, na drie jaar, een nieuwe Europese tournee waarin ook een optreden in Paradiso in Amsterdam en in de Acienne Belgique in Brussel plaatsvindt.
In maart 2011 toert de groep voor het eerst sinds 1988 weer door Noord-Amerika om vervolgens in de zomermaanden diverse Europese popfestivals in o.a. België, Duitsland en Spanje aan te doen. Doordat de optredens van OMD door Noord-Amerika zeer succesvol zijn verlopen volgt er in september/oktober een tweede tournee in dit werelddeel.
In april 2013 kwam het nieuwe album "English Electric" uit, dat qua themathiek en sfeer een logische opvolger van Dazzle Ships uit 1983 zou zijn geweest. De media hebben over het algemeen lovend op dit tweede concept-album gereageerd. Ook gaat OMD weer op tournee ter promotie van het nieuwe album. In mei in Europa en in juni en juli in de Verenigde Staten en Canada. Het laatste deel van de tournee moest worden afgelast als gevolg van een hartaanval van drummer Malcolm Holmes tijdens het optreden in Toronto.
OMD speelt in juni 2015 op Retropop, Emmen en op Parkpop in Den Haag. Stuart Kershaw, eerder bandlid in de jaren 90, keert terug als (live)drummer. Eind 2015 is bekend geworden dat Malcolm niet meer op tournee kan met zijn vrienden van OMD.
Op 1 september 2017 komt "The Punishment of Luxury" uit. Vanaf eind oktober gaat de band weer op tournee, en doen dan in december ook Tilburg en Antwerpen aan. In oktober 2018 bestaat OMD 40 jaar en viert dit in november met 2 exclusieve optredens met het RLPO in Liverpool. Het jubileum zal eind 2019/begin 2020 groots gevierd worden met een uitgebreide wereld- en Europese tour, met in februari 2020 optredens in Brussel en Utrecht.
In november 2021 heeft een uitgebreide tour in het Verenigd Koninkrijk plaatsgevonden ter ere van het 40-jarig jubileum van hun meest succesvolle album Architecture & Morality, In 2022 volgde er een nieuwe tour door de Verenigde Staten.
Op 27 oktober 2023 verscheen het album Bauhaus Staircase. Begin 2024 tourt OMD door Europa waarbij zij op 14 februari Afas Live in Amsterdam en op 15 februari het Koninklijk Theater in Brussel aan doen. In september en oktober van hetzelfde jaar gaan de heren in Amerika op tournee.

## Discografie

### Albums
| Album met eventuele hitnotering(en) in de Nederlandse Album Top 100 | Datum van verschijnen | Datum van binnenkomst | Hoogste positie | Aantal weken | Opmerkingen   |
| ------------------------------------------------------------------- | --------------------- | --------------------- | --------------- | ------------ | ------------- |
| Architecture and Morality                                           | 1981                  | 21-11-1981            | 1(8wk)          | 32           |               |
| Dazzle Ships                                                        | 1983                  | 12-03-1983            | 15              | 8            |               |
| Junk Culture                                                        | 1984                  | 12-05-1984            | 9               | 24           |               |
| Crush                                                               | 1985                  | 29-06-1985            | 13              | 14           |               |
| The Pacific Age                                                     | 1986                  | 11-10-1986            | 15              | 11           |               |
| The Best of OMD                                                     | 1988                  | 12-03-1988            | 8               | 16           | Verzamelalbum |
| Liberator                                                           | 07-06-1993            | 03-07-1993            | 36              | 13           |               |
| The OMD Singles                                                     | 28-09-1998            | 24-10-1998            | 48              | 5            | Verzamelalbum |
| History of Modern                                                   | 17-09-2010            | 25-09-2010            | 97              | 1            |               |
| The Punishment of Luxury                                            | 01-09-2017            | 09-09-2017            | 95              | 1            |               |

| Album met hitnotering(en) in de Vlaamse Ultratop 200 albums | Datum van verschijnen | Datum van binnenkomst | Hoogste positie | Aantal weken | Opmerkingen   |
| ----------------------------------------------------------- | --------------------- | --------------------- | --------------- | ------------ | ------------- |
| The OMD singles                                             | 28-09-1998            | 10-10-1998            | 3               | 21           | Verzamelalbum |
| English electric                                            | 05-04-2013            | 13-04-2013            | 91              | 4            |               |
| The punishment of luxury                                    | 01-09-2017            | 09-09-2017            | 40              | 8            |               |
| Souvenir                                                    | 04-10-2019            | 12-10-2019            | 113             | 2            | Verzamelalbum |
| Bauhaus staircase                                           | 27-10-2023            | 04-11-2023            | 62              | 2            |               |

### Singles
| Single met eventuele hitnotering(en) in de Nederlandse Top 40 | Datum van verschijnen | Datum van binnenkomst | Hoogste positie | Aantal weken | Opmerkingen                            |
| ------------------------------------------------------------- | --------------------- | --------------------- | --------------- | ------------ | -------------------------------------- |
| Messages                                                      | 1980                  | 05-07-1980            | tip20           | -            |                                        |
| Souvenir                                                      | 1981                  | 07-11-1981            | 29              | 4            | #38 in de Single Top 100               |
| Maid of Orleans (The Waltz Joan of Arc)                       | 1982                  | 20-02-1982            | 1(4wk)          | 11           | #1 in de Single Top 100                |
| Locomotion                                                    | 1984                  | 05-05-1984            | 5               | 8            | #8 in de Single Top 100 / Alarmschijf  |
| Talking Loud and Clear                                        | 1984                  | 21-07-1984            | 5               | 8            | #6 in de Single Top 100                |
| Tesla Girls                                                   | 1984                  | 08-09-1984            | tip8            | -            | #33 in de Single Top 100               |
| So in Love                                                    | 1985                  | 01-06-1985            | 7               | 11           | #12 in de Single Top 100 / Alarmschijf |
| La Femme Accident                                             | 1985                  | 12-10-1985            | tip17           | -            | #49 in de Single Top 100               |
| Forever Live and Die                                          | 1986                  | 27-09-1986            | 3               | 12           | #5 in de Single Top 100                |
| Dream of Me                                                   | 1993                  | 24-07-1993            | 17              | 5            | #22 in de Single Top 100               |

| Single met hitnotering(en) in de Vlaamse Ultratop 50 | Datum van verschijnen | Datum van binnenkomst | Hoogste positie | Aantal weken | Opmerkingen   |
| ---------------------------------------------------- | --------------------- | --------------------- | --------------- | ------------ | ------------- |
| Souvenir                                             | 1981                  | 14-11-1981            | 16              | 5            |               |
| Maid of Orleans (The Waltz Joan of Arc)              | 1982                  | 27-02-1982            | 1(5wk)          | 12           |               |
| Genetic Engineering                                  | 1983                  | 05-03-1983            | 18              | 5            |               |
| Locomotion                                           | 1984                  | 05-05-1984            | 4               | 11           |               |
| Talking Loud and Clear                               | 1984                  | 21-07-1984            | 6               | 11           |               |
| Tesla Girls                                          | 1984                  | 22-09-1984            | 32              | 3            |               |
| So in Love                                           | 1985                  | 08-06-1985            | 4               | 12           |               |
| La Femme Accident                                    | 1985                  | 02-11-1985            | 17              | 3            |               |
| (Forever) Live and Die                               | 1986                  | 20-09-1986            | 6               | 15           |               |
| Shame                                                | 1987                  | 09-05-1987            | 27              | 4            |               |
| Dreaming                                             | 1988                  | 12-03-1988            | 26              | 1            |               |
| Sailing on the Seven Seas                            | 1991                  | 11-05-1991            | 39              | 1            |               |
| Pandora's Box                                        | 1991                  | 31-08-1991            | 17              | 10           |               |
| Stand Above Me                                       | 1993                  | 12-06-1993            | 29              | 3            |               |
| Dream of Me                                          | 1993                  | 21-08-1993            | 23              | 4            |               |
| Enola Gay                                            | 1998                  | 07-11-1998            | tip8            | -            | OMD vs. Sash! |
| One More Time                                        | 2017                  | 16-09-2017            | tip19           | -            |               |

### NPO Radio 2 Top 2000
| Nummers met noteringen in de NPO Radio 2 Top 2000 | '99 | '00 | '01 | '02 | '03 | '04  | '05  | '06  | '07  | '08  | '09  | '10  | '11  | '12  | '13  | '14  | '15  | '16  | '17  | '18  | '19  | '20  | '21  | '22  | '23  | '24  |
| ------------------------------------------------- | --- | --- | --- | --- | --- | ---- | ---- | ---- | ---- | ---- | ---- | ---- | ---- | ---- | ---- | ---- | ---- | ---- | ---- | ---- | ---- | ---- | ---- | ---- | ---- | ---- |
| Enola Gay                                         | -   | 695 | 313 | 965 | 963 | 1292 | 1329 | 1731 | 1972 | 1403 | 1432 | 1731 | 1779 | 1874 | 1438 | 1587 | 1578 | 1657 | 1871 | 1815 | 1705 | 1780 | 1719 | 1554 | 1494 | 1563 |
| (Forever) Live and Die                            | -   | -   | -   | -   | -   | -    | -    | -    | -    | -    | 1675 | -    | -    | -    | -    | -    | -    | -    | -    | -    | -    | -    | -    | -    | -    | -    |
| Maid of Orleans                                   | 184 | 165 | 243 | 245 | 348 | 451  | 428  | 487  | 704  | 453  | 405  | 573  | 551  | 481  | 432  | 384  | 405  | 460  | 488  | 582  | 558  | 538  | 516  | 525  | 514  | 562  |

1. ↑  Een '-' betekent dat het nummer niet was genoteerd en een vetgedrukt getal geeft de hoogste notering van een nummer aan.

### Dvd's
| Dvd's met hitnoteringen in de Nederlandse Music Top 30 | Datum van verschijnen | Datum van binnenkomst | Hoogste positie | Aantal weken | Opmerkingen |
| ------------------------------------------------------ | --------------------- | --------------------- | --------------- | ------------ | ----------- |
| Live - Architecture & Morality & More                  | 2008                  | 17-05-2008            | 17              | 2            | als OMD     |